# Gilberto Ribeiro Gonçalves
Gilberto Ribeiro Gonçalves (* 13. September 1980 in Andradina) ist ein brasilianischer Fußballspieler.

## Karriere
Er begann seine Profikarriere im Jahr 2000 beim Verein SC Corinthians Paulo in São Paulo, wo er bis 2005 aktiv war. Im ersten Jahr absolvierte er acht Spiele, wobei er zwei Tore erzielte. 2001 absolvierte er zwölf Spiele beim Verein, wobei sechs Pässe im Tor endeten. Im darauffolgenden Jahr beteiligte er sich an 23 Spiele und vier Pässe endeten im Tor. Sein torreichstes Jahr war 2003, wo er an 31 Spielen teilnahm und schaffte, es neunmal im Tor zu treffen, was die höchste Anzahl an Toren in seiner Karriere sind. Die höchste Anzahl an teilgenommenen Spielen waren 40 im Jahre 2004, wo sechs von ihm geschossene Bälle im Tor endeten. Im letzten Jahr stand er noch viermal am Rasen, schoss noch ein Tor, ehe er zum japanischen Verein Tokyo Verdy wechselte. Dort absolvierte er 16 Spiele und traf zwei Treffer im Tor, ehe er erneut den Verein wechselte.
2006 unterschrieb er einen Ein-Jahres-Vertrag beim brasilianischen Verein Cruzeiro EC in Belo Horizonte, wo er 14 Spiele absolvierte und konnte am Ende des Jahres drei Tore aufweisen. Daraufhin war er in der Saison 2006/07 beim spanischen Verein Gimnàstic de Tarragona, wo er an 19 Spielen teilnahm, aber nie einen Ball ins Tor befördern konnte. Es war zum ersten Mal in seiner Karriere, dass er kein Tor erzielen konnte. Aus diesem Grund beendete er den Vertrag und ging 2007 für die restliche Karriere zu brasilianische Fußballvereine. 2007 begann er seine Karriere beim Verein SC Internacional, wo er im ersten Jahr immerhin an zwölf Spielen teilnahm, und erreichte einmal einen Treffer. Im nächsten Jahr nahm er noch an drei Spielen teil, ehe er den Vertrag kündigte. Gilberto unterschrieb einen neuen Vertrag beim Verein Botafogo FR, wo er 16 Spiele mit der Mannschaft absolvierte. 2009 nahm er beim Verein CR Flamengo, wo er sich noch an einen torlosen Spiel beteiligte, ehe er seine Karriere beendete.

## Erfolge
Corinthians
- Brasilianischer Meister: 1999, 2005
- FIFA-Klub-Weltmeisterschaft: 2000
- Torneio Rio-São Paulo: 2002
- Copa do Brasil: 2002